# Тактичка група „Вогошћа”
Тактичка група „Вогошћа” је била формација Војске Републике Српске у саставу Сарајевско-романијског корпуса. 

## Историјат
Рајловачка, Вогошћанска и Кошевска лака пјешадијска бригада биле су формиране по територијалном принципу и покривале су територију само својих општина које су их формирале. Територија ових општина, изузев центра Вогошће, била је руралног типа и није располагала значајнијим људским ресурсима. Повезаност ових јединица у Оперативну групу „Вогошћа” није била суштинска, у ствари била је само манифестационог карактера. Команду Оперативне групе сачињавало је свега три-четири лица и она је у почетку, док су још јединице биле у фази формирања, имала одређеног утицаја. Како је вријеме пролазило, а интензитет борби се повећавао, тако је утицај ове Команде све више опадао. Усљед веома интензивних борбених дејстава у току 1992. и почетком 1993. године, на споју између Рајловачке и Вогошћанске лаке пјешадијске бригаде, у рејону жучког платоа дошло је до губитка знатног дијела територије и опасног угрожавања одбране на сјеверозападном дијелу сарајевског ратишта. Управо, овај простор је Команда Територијалне одбране Републике БиХ у првој години рата, а касније Команда АР БиХ форсирала као главни правац за пробој из блокираног Сарајева према Централној Босни. Да би спријечила даље напредовање јединица АР БиХ на овом Правцу Команда СРК је морала предузети врло конкретне мјере. Најприје је, да би спријечИла распад Рајловачке лпбр овој бригади наредбом 23. јануара 1993. године припојен Осијечки пјешадијски батаљон. Требало је да буде још неких ојачања и проширења зоне одговорности али се од тога одустало. Ова мјера донијела је одређено побољшање ситуације на терену али није у потпуности стабилизовала стање на овом дијелу бојишта. Указала се велика потреба да се овај простор обједини у једну чвршћу цјелину и да се побољша руковођење и командовање јединицама које су биле распоређене на овим просторима. Велики дио слабости у овим јединицама долазио је управо као посљедица недовољно добро увезаног ланца командовања. Рјешење овог проблема нађено је у формално чвршћем начину повезивања ових јединица повезујући их у Тактичку групу „Вогошћа”. На основу одлуке Врховне команде од 18. јуна 1993. године и Наређења Главног штаба ВРС, Команда СРК је наредбом од 19. јуна 1993. године регулисала да се Тактичка група „Вогошћа” формира од: 1. српске илијашке, Кошевске, Рајловачке и Вогошћанске лаке пјешадијске бригаде. Задатак Тактичке групе: У наредним борбеним дејствима објединити укупна борбена дејства поменутих бригада у једну оперативно-тактичку цјелину с циљем: зауставити непријатељске продоре на израженим правцима напада, отклонити опасност од предузећа намјенске индустрије „ПРЕТИ С” и ТРЗ „Орао”, а затим повратити изгубљене положаје у зони дејства ових јединица, стварајући услове за даље извођење офанзивних борбених дејстава.
Ова одлука значајно је допринијела учвршћивању одбране ових јединица СРК и овим начином ангажовања јединица у значајној мјери је отклоњена опасност од даљег напредовања непријатељских снага. За Командно мјесто Тактичке групе одређена је зграда ИКМ - 2 СРК, у касарни „Бутила”; За команданта Тактичке групе одређен је потпуковник Драган Јосиповић, који је ову дужност обављао поред своје редовне дужности.